# EPS Sanitas
EPS Sanitas es una Entidad promotora de salud (EPS) en Colombia; se fundó en el año 1994 como resultado de la transformación del Sistema de salud en Colombia.
Es la segunda EPS más grande de Colombia detrás de Nueva EPS. Cuenta con aproximadamente 5.7 millones de afiliados.

## Historia
EPS Sanitas fue fundada en Colombia en 1994, como parte de la reestructuración del sistema de salud del país y como reemplazo de la antigua EPS Colsanitas creada en 1980
En 1998 inicia operaciones en Venezuela
El 2 de abril de 2024, El Gobierno colombiano decide intervenir la EPS debido a irregularidades financieras. el 23 de enero de 2025 el Grupo Keralty decide demandar al gobierno colombiano por 5 billones de pesos por la intervención.
El 27 de junio de 2025, la Corte Constitucional fallo contra la decisión del gobierno de intervenir la ESP, devolviéndola a Keralty. Por parte de Keralty, manifestó su malestar por el estado en que recibió la EPS tras su intervención.